# Wolfgang Plagge
Wolfgang Antoine Marie Plagge (ur. 23 sierpnia 1960 w Oslo) – norweski pianista, kompozytor i pedagog.
Urodził się w Norwegii w rodzinie holenderskiej. Zaczął grać na fortepianie w wieku 4 lat. Był cudownym dzieckiem. Debiutował w wieku 12 lat grając recital w Auli Uniwersyteckiej w Oslo (Universitetets Aula). Studiował w Wyższej Szkole Muzycznej w Hamburgu. Występował jako solista z wieloma orkiestrami w kraju i za granicą. 
Nagrał też m.in. wszystkie utwory Henryka Wieniawskiego razem ze skrzypkiem Piotrem Janowskim w norweskiej wytwórni płytowej 2L Records.
Skomponował ponad 130 kompozycji od muzyki liturgicznej do symfonicznej, poprzez utwory fortepianowe i kameralne.
Jest profesorem w Wyższej Szkole Muzycznej w Oslo (Norges musikkhøgskole).